# هانس كريستيان هيدغدورن
هانس كريستيان هيدغدورن (بالدنماركية: H.C. Hagedorn)‏ هو شخصية أعمال دنماركي، ولد في 6 مارس 1888 في كوبنهاغن في الدنمارك، وتوفي في 6 أكتوبر 1971 في Gentofte Municipality ‏ في الدنمارك بسبب مرض باركنسون.